# Callochromis
Рід налічує 3 видів риб родини цихлові.

## Види
- Callochromis macrops (Boulenger 1898)
- Callochromis melanostigma (Boulenger 1906)
- Callochromis pleurospilus (Boulenger 1906)